# Выборы губернатора Санкт-Петербурга (2014)

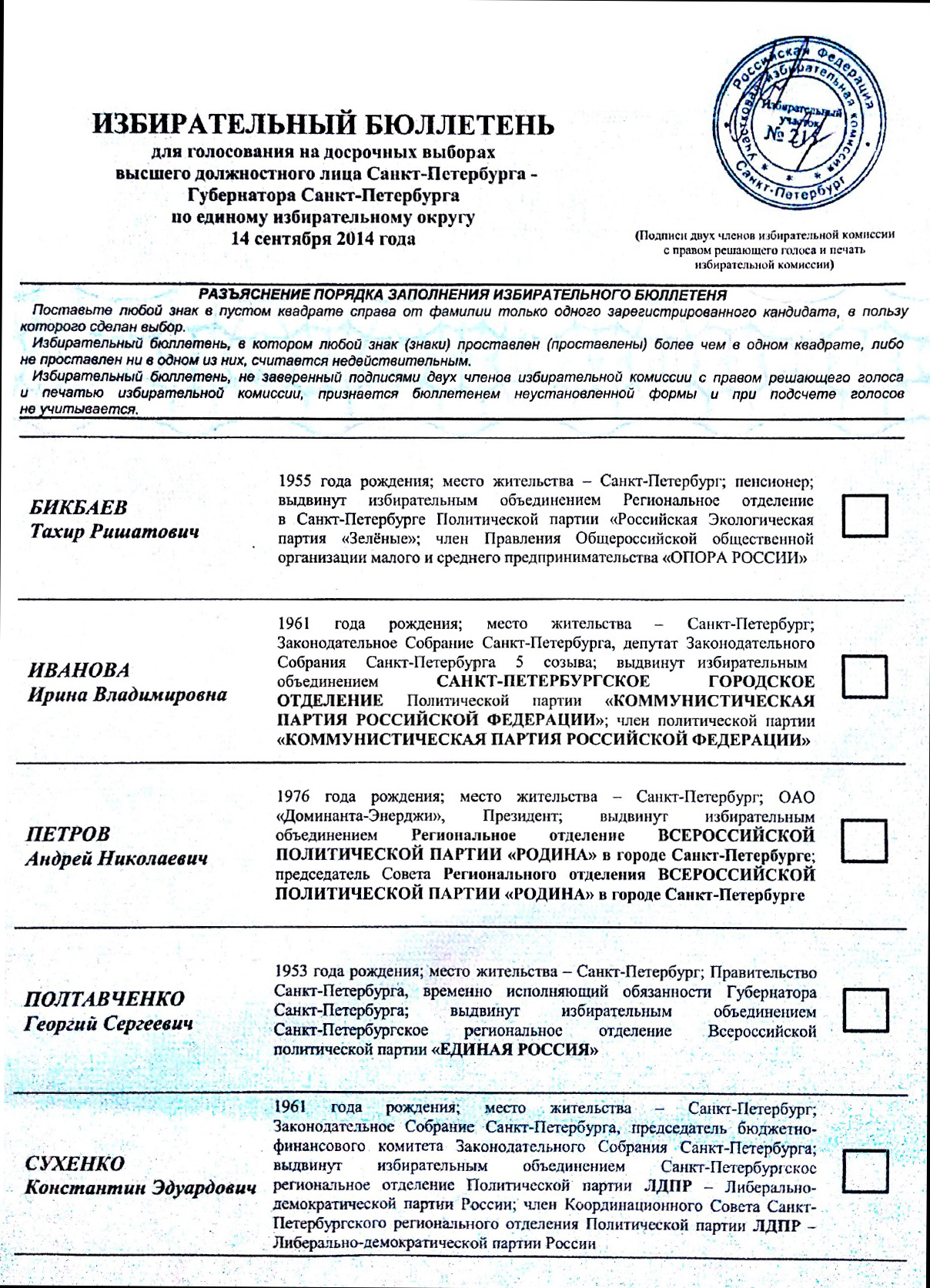
Бюллетень для голосования на Выборах губернатора Санкт-Петербурга (2014)

Досрочные выборы губернатора Санкт-Петербурга, в соответствии с постановлением Законодательного собрания Санкт-Петербурга, 14 сентября 2014 года, одновременно с единым день голосования. Согласно Уставу Санкт-Петербурга, глава субъекта РФ избран на пятилетний срок путём равного и прямого всеобщего тайного голосования.
До участия в выборах Избирательной комиссией Санкт-Петербурга было допущено пять кандидатов: Тахир Бикбаев (выдвинут «Российской экологической партией "Зелёные"»), Ирина Иванова (выдвинута КПРФ), Андрей Петров (выдвинут «Родиной»), Георгий Полтавченко (выдвинут «Единой Россией»), Константин Сухенко (выдвинут ЛДПР).
По данный Избирательной комиссии Санкт-Петербурга, победу в первом туре одержал временно исполняющий обязанности губернатор Санкт-Петербурга Георгий Полтавченко, который до назначения врио занимал пост губернатора с 2011 по 2014 год, с результатом 79,30 % голосов от принявших участие в голосовании.

## Досрочная отставка и назначение выборов
Губернатор Санкт-Петербурга Георгий Полтавченко подал заявление о досрочном сложении своих полномочий и заявил о намерении выставить свою кандидатуру на выборах высшего должностного лица города 4 июня, в ходе встречи с президентом РФ Владимиром Путиным.
11 июня депутаты Заксобрания Санкт-Петербурга назначили выборы на единый день голосования — 14 сентября 2014 года. За проголосовали 43 депутата, воздержались трое, проголосовавших против не нашлось.

## Выдвижение
- с 16 июня началось выдвижение кандидатов.
- с 16 июня по 16 июля — период сбора подписей муниципальных депутатов и регистрации заявлений кандидатов в избирательной комиссии.

### Право выдвижения
Губернатором Санкт-Петербурга может быть избран гражданин Российской Федерации, достигший возраста 30 лет.
В Санкт-Петербурге кандидаты выдвигаются только политическими партиями, имеющими в соответствии с федеральными законами право участвовать в выборах. Самовыдвижение не допускается.
У кандидата не должно быть гражданства иностранного государства либо вида на жительство в какой-либо иной стране.
С июня 2013 года кандидат в губернаторы обязан также представить в избирком письменное уведомление о том, что он не имеет счетов (вкладов), не хранит наличные денежные средства и ценности в иностранных банках. Все таковые счета кандидат обязан закрыть к моменту своей регистрации.

### Муниципальный фильтр
1 июня 2012 года вступил в силу закон, вернувший прямые выборы глав субъектов Российской Федерации. Однако был введён так называемый муниципальный фильтр. Всем кандидатам на должность главы субъекта РФ (как выдвигаемых партиями, так и самовыдвиженцам), согласно закону, требуется собрать в свою поддержку от 5 % до 10 % подписей от общего числа муниципальных депутатов и избранных на выборах глав муниципальных образований, в числе которых должно быть от 5 до 10 депутатов представительных органов муниципальных районов и городских округов и избранных на выборах глав муниципальных районов и городских округов. Муниципальным депутатам представлено право поддержать только одного кандидата.
В Санкт-Петербурге установлен максимальный процент — кандидаты должны собрать подписи муниципальных депутатов в количестве 10 % от общего числа, при этом депутаты должны представлять 3/4 округов. Каждый депутат имеет право подписаться только за одного кандидата и права отзыва своей подписи не имеет. Причём все подписные листы должны быть нотариально заверены.
11 июня 2014 года городской избирком опубликовал расчёт количества необходимых подписей. Так кандидат должен собрать от 156 до 163 подписей не менее чем в 84 муниципальных округах (3/4 от всех округов). Подписи должны быть представлены в избирком со всеми документами не позднее 16 июля.
В Санкт-Петербурге 111 муниципальных образований. Суммарное количество депутатских мандатов — 1565. Однако на момент назначения выборов насчитывалось лишь 1412 действующих депутатов. Если бы не было требования собрать подписи в 3/4 муниципальных образований, то подписей могло бы хватить 8-9 кандидатам. Однако в 68 из 111 муниципальных образований работают от 6 до 10 депутатов. Таким образом подписей хватает максимум четырём кандидатам.

### Сбор подписей, критика фильтра
20 июня кандидат на пост губернатора Оксана Дмитриева на пленарном заседании Государственной думы РФ назвала «фарсом с пыткой» «беспрецедентное давление, количество угроз и масштаб психологической травли, с которыми пришлось столкнуться муниципальным депутатам, поддерживающим неугодного власти кандидата».
30 июня в «Единой России» заявили, что в поддержку выдвижения Георгия Полтавченко подписалось около 1000 муниципальных депутатов из 1409 имеющихся.
8 июля Оксана Дмитриева высказала недовольство позицией КПРФ и «Яблока», которые могли оказать ей поддержку, но вместо этого выдвинули собственных кандидатов. Особенно её смутила позиция «яблочников», которые выставили своего кандидата, но готовы помочь и ей в сборе подписей. Оксана Дмитриева выразила уверенность, что если бы другие оппозиционные партии последовали примеру «Гражданской платформы», которая высказалась в поддержку Дмитриевой, то нужное число подписей от единого кандидата уже было бы собрано.
9 июля председатели петербургских отделений партий «Яблоко» и «Справедливая Россия» Андрей Палевич и Оксана Дмитриева выступили с совместным заявлением в связи с массовыми нарушениями закона при регистрации кандидатов на муниципальных выборах. По мнению лидеров двух региональных отделений партий, налицо явный сговор — власть прикрывает абсолютный беспредел при регистрации кандидатов в депутаты муниципальных советов в обмен на блокирование «муниципального фильтра» для оппозиционных кандидатов в губернаторы. Авторы заявления выразили уверенность, что нарушения могут происходить только при прямом покровительстве горизбиркома и его председателя. Палевич и Дмитриева обратились к руководству страны и Центральной избирательной комиссии РФ с требованием незамедлительно отстранить Алексея Пучнина от обязанностей председателя горизбиркома, отменить муниципальные выборы в округах, где незаконными действиями комиссий сорвано выдвижение кандидатов, расформировать избиркомы, грубо нарушившие закон, и привлечь их руководителей к уголовной ответственности.
15 июля «Яблоко» заявило о поддержке Оксаны Дмитриевой в сборе подписей.
17 июля, в последний день регистрации, все 7 выдвинутых кандидатов сдали документы в избирком. Максимальные для прохождения муниципального фильтра 163 подписи муниципальных депутатов сдали Георгий Полтавченко («Единая Россия»), Константин Сухенко (ЛДПР), Ирина Иванова (КПРФ), Тахир Бикбаев («Зелёные»), Андрей Петров («Родина»). Кандидат от «Справедливой России» Оксана Дмитриева подала документы со 111 подписями при минимальных 156. Кандидат «Яблока» Анатолий Голов отдал три подписи депутатов-яблочников Дмитриевой и сдал в горизбирком только финансовый отчёт.

### Регистрация
20 июля избирательная комиссия зарегистрировала Андрея Петрова (Родина) и отказала в регистрации Оксане Дмитриевой (Справедливая Россия) и Анатолию Голову (Яблоко).
22 июля избирательная комиссия зарегистрировала остальных четырёх кандидатов — Ирину Иванову (КПРФ), Тахира Бикбаева (Зелёные), Константина Сухенко (ЛДПР) и Георгия Полтавченко (Единая Россия).

## Кандидаты и фильтры: недемократичность выборов
Кандидатов на выборах губернатора выдвинули 7 партий.  Из-за непрохождения т.н. муниципального фильтра к выборам не были допущены представители оппозиции — Оксана Дмитриева из «Справедливой России» и Анатолий Голов из «Яблока».
В итоге избирательная комиссия зарегистрировала только 5 кандидатов (выделены в следующей таблице жирным шрифтом).
| Кандидат            | Должность/должность (на момент выдвижения)                                           | Субъект выдвижения                        | Статус | Дата выдвижения | Дата регистрации | Кандидаты в Совет Федерации |
| ------------------- | ------------------------------------------------------------------------------------ | ----------------------------------------- | --- | --------------- | ---------------- | --------------------------- |
| Тахир Бикбаев       | Пенсионер, член правления организации «Опора России»                                 | Российская экологическая партия «Зелёные» | Зарегистрирован                                                                                               |                 | 22 июля 2014     |                             |
| Анатолий Голов      | Директор по проектам Союза потребителей Российской Федерации                         | «Яблоко»                                  | Отказано в регистрации, так как выдвинутый в кандидаты на пост губернатора не преодолел муниципальный фильтр  |                 | —                |                             |
| Оксана Дмитриева    | Депутат Государственной думы, заместитель руководителя фракции «Справедливая Россия» | «Справедливая Россия»                     | Отказано в регистрации, так как выдвинутая в кандидаты на пост губернатора не преодолела муниципальный фильтр |                 | —                |                             |
| Ирина Иванова       | Депутат Законодательного собрания Санкт-Петербурга                                   | КПРФ                                      | Зарегистрирована                                                                                              |                 | 22 июля 2014     |                             |
| Андрей Петров       | Президент компании ОАО «Доминанта-Энерджи»                                           | «Родина»                                  | Зарегистрирован                                                                                               |                 | 20 июля 2014     |                             |
| Георгий Полтавченко | Врио губернатора Санкт-Петербурга                                                    | «Единая Россия»                           | Зарегистрирован                                                                                               |                 | 22 июля 2014     |                             |
| Константин Сухенко  | Депутат Законодательного собрания Санкт-Петербурга                                   | ЛДПР                                      | зарегистрирован                                                                                               |                 | 22 июля 2014     |                             |

22 июня кандидат в губернаторы и глава регионального отделения партии «Родина» Андрей Петров организовал в Санкт-Петербурге встречу журналистов с представителями самопровозглашённой Луганской народной республики. Выступали командир батальона «Призрак» Александр Костин и секретарь Каменнобродского райкома Коммунистической партии Луганской народной республики Виталий Киселёв. Было объявлено, что Петров назначен официальным представителем ЛНР в Санкт-Петербурге.

## Программы кандидатов
Предвыборные программы большинства кандидатов были опубликованы 14 августа 2014 года.

## Предвыборная агитация
16 августа начался агитационный период, с этого момента кандидаты смогли заявлять о себе в СМИ.

## Опросы общественного мнения
В период предвыборной агитации рейтинговым агентством RealRate был проведен интернет опрос, приуроченный к выборам губернатора. Было опрошено 9645 человек, голоса распределились следующим образом: Георгий Полтавченко: 50,3 %, Андрей Петров: 30 %, Ирина Иванова: 15 %, Тахир Бикбаев: 2,4 %, Константин Сухенко: 2 %.

## Результаты
По данным ЦИК, победу одержал временно исполняющий обязанности главы региона Георгий Полтавченко. Он получил 1 130 199, т.е. 79,30 % от принявших участие в голосовании.
Окончательная явка (принявшие участие в выборах) составила 1 468 292 человек (39,36 % от общего количества избирателей, включенных в списки).
При этом на многих городских участках явка в реальности составляла около 15 %.
| Место                                                                                        | Место                                              | Кандидат                                           | Голосов    | %      |
| -------------------------------------------------------------------------------------------- | -------------------------------------------------- | -------------------------------------------------- | ---------- | ------ |
|                                                                                              | 1.                                                 | Полтавченко, Георгий Сергеевич                     | 1 130 199  | 79,30  |
|                                                                                              | 2.                                                 | Иванова, Ирина Владимировна                        | 133 480    | 9,37   |
|                                                                                              | 3.                                                 | Сухенко, Константин Эдуардович                     | 54 550     | 3,83   |
|                                                                                              | 4.                                                 | Петров, Андрей Николаевич                          | 33 586     | 2,36   |
|                                                                                              | 5.                                                 | Бикбаев, Тахир Ришатович                           | 30 780     | 2,16   |
| Число недействительных бюллетеней                                                            | Число недействительных бюллетеней                  | Число недействительных бюллетеней                  | 42 591     | 2,99   |
| Критерий                                                                                     | Критерий                                           | Критерий                                           | Количество | %      |
| Действительные и недействительные бюллетени                                                  |                                                    |                                                    |            |        |
| Число действительных бюллетеней                                                              | Число действительных бюллетеней                    | Число действительных бюллетеней                    | 1 382 595  | 97,01  |
| Число недействительных бюллетеней                                                            | Число недействительных бюллетеней                  | Число недействительных бюллетеней                  | 42 591     | 2,99   |
| Принявшие участие в голосовании и число избирателей                                          |                                                    |                                                    |            |        |
| Число избирателей, принявших участие в голосовании                                           | Число избирателей, принявших участие в голосовании | Число избирателей, принявших участие в голосовании | 1 425 186  | 100,00 |
| Число включённых в список избирателей                                                        | Число включённых в список избирателей              | Число включённых в список избирателей              | 3 730 334  | 100,00 |
| Бюллетени                                                                                    |                                                    |                                                    |            |        |
| Число бюллетеней, выданных на участке                                                        | Число бюллетеней, выданных на участке              | Число бюллетеней, выданных на участке              | 1 076 644  | 73,33  |
| Число бюллетеней, выданных вне участка                                                       | Число бюллетеней, выданных вне участка             | Число бюллетеней, выданных вне участка             | 40 768     | 2,78   |
| Число бюллетеней, выданных досрочно                                                          | Число бюллетеней, выданных досрочно                | Число бюллетеней, выданных досрочно                | 350 880    | 23,90  |
| Число выданных бюллетеней                                                                    | Число выданных бюллетеней                          | Число выданных бюллетеней                          | 1 468 292  | 100,00 |
| Принявшие участие в выборах (явка избирателей) и голосовании (% от общего числа избирателей) |                                                    |                                                    |            |        |
| Число избирателей, принявших участие в выборах                                               | Число избирателей, принявших участие в выборах     | Число избирателей, принявших участие в выборах     | 1 468 292  | 39,36  |
| Число избирателей, принявших участие в голосовании                                           | Число избирателей, принявших участие в голосовании | Число избирателей, принявших участие в голосовании | 1 425 186  | 38,21  |

24 сентября 2014 года прошла инаугурация Георгия Полтавченко в Мариинском дворце Санкт-Петербурга. В тот же день подписал постановление о назначении Валентины Матвиенко членом Совета Федерации от исполнительной власти Санкт-Петербурга.

## Непризнание итогов выборов
«Справедливая Россия» и «Яблоко» заявили о непризнании итогов выборов и легитимности избранного губернатора.
Депутат Государственной думы и несостоявшийся кандидат в губернаторы Оксана Дмитриева подвергла развёрнутой критике губернаторские и совмещённые с ними муниципальные выборы в Санкт-Петербурге, заявив, в частности: «выборы устроили без выборов и не допустили до регистрации реальных конкурентов, как на губернаторских, так и на муниципальных выборах», «Почему же вдруг у нас получается ситуация, что президент на честных выборах получает 60 процентов, а господин Полтавченко 80? <…> [региональные власти] использовали патриотический подъём и высокий рейтинг президента исключительно как прикрытие для крупномасштабных, фантастических фальсификаций выборов.»